# Ravenelia ornata
Ravenelia ornata är en svampart som beskrevs av Syd. & P. Syd. 1906. Ravenelia ornata ingår i släktet Ravenelia och familjen Raveneliaceae.   Inga underarter finns listade i Catalogue of Life.